# تلو پایین
تلو پایین، روستایی از توابع بخش مرکزی شهرستان تهران در استان تهران ایران است.

## جمعیت
این روستا در دهستان سیاهرود قرار دارد و براساس سرشماری مرکز آمار ایران در سال ۱۳۸۵، جمعیت آن زیر سه خانوار بوده‌است.